# Tiếng Balti
Tiếng Balti (chữ Nastaʿlīq: بلتی, chữ Tạng: ཏི, Wylie: sbal ti) là một ngôn ngữ Tạng được nói ở vùng Baltistan của Gilgit-Baltistan, Pakistan, thung lũng Nubra của huyện Leh và ở huyện Kargil của Jammu và Kashmir, Ấn Độ. Nó khá khác với tiếng Tạng tiêu chuẩn. Nhiều âm vị của tiếng Tạng cổ không còn trong tiếng Tạng tiêu chuẩn nhưng được giữ lại trong tiếng Balti. Nó cũng có một hệ thống trọng âm đơn giản chỉ có trong các từ đa âm tiết trong khi tiếng Tạng tiêu chuẩn có một hệ thống thanh điệu phức tạp và khác biệt bao gồm biến thiên thanh điệu.

## Nhân khẩu học và phân bố
Tiếng Balti được nói ở khắp Baltistan, miền bắc Pakistan và một số vùng ở miền Bắc Ấn Độ (Jammu và Kashmir). Người ta nói rằng phương ngữ Purki của Purgi và thung lũng Suru-Kartse có quan hệ với nhóm Balti ở một mức độ nào đó. Tuy nhiên, tiếng Balti được nói bởi những người sống ở Baltistan (Pakistan) và các khu vực thuộc các bang miền bắc Ấn Độ.
Ở một số vùng nông thôn, người Shina vẫn nói tiếng Shina (nhưng lượng người rất ít). Ngôn ngữ của họ có nhiều từ mượn từ tiếng Balti, vì tiếng Balti là ngôn ngữ chính ở Baltistan.

## Phân loại
Tournadre (2005) coi tiếng Balti, tiếng Ladakh và tiếng Purgi là các ngôn ngữ riêng biệt vì chúng không thể thông hiểu lẫn nhau (Zangskar không khác biệt lắm). Chúng tạo thành một nhóm gọi là Ladakh-Balti hoặc hoặc Tạng Nguyên Thủy Miền Tây, trái ngược với các ngôn ngữ Tạng có nhiều "đổi mới" như nhóm ngôn ngữ Lahul-Spiti được nói ở Himachal Pradesh. 

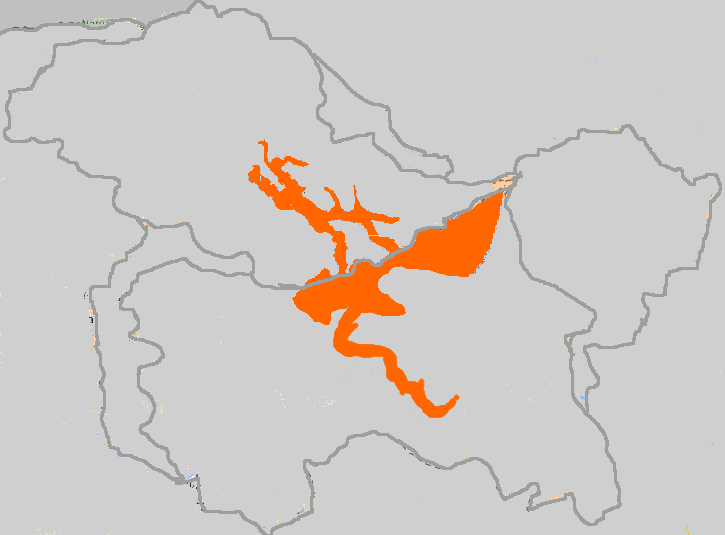
Phân bố địa lý của khu vực nói tiếng Balti (bao gồm cả phương ngữ Purigi, đôi khi được coi là riêng biệt với tiếng Balti)

Nhà truyền giáo, nhà phương Đông học và nhà ngôn ngữ học Heinrich August Jäschke (1817-1883) đã phân loại tiếng Balti là một trong những ngôn ngữ Tạng cực tây. Trong Từ điển Anh-Tạng, ông định nghĩa "tiếng Bal (Balti) là ngôn ngữ lâu đời nhất ở các huyện nói tiếng Tạng".

## Chữ viết
Hệ thống chữ viết chiếm ưu thế hiện đang được sử dụng cho tiếng Balti là chữ Ba Tư-Ả Rập, mặc dù đã có những nỗ lực để phục hồi chữ Tạng-được sử dụng từ thế kỷ thứ 8 đến thế kỷ 16. Ngoài ra, có hai hệ thống chữ viết bản địa, hiện có thể đã biến mất, và đã có những đề xuất cho việc áp dụng chữ Latinh-cũng như các biến thể dựa trên chữ Devanagari.
Chữ viết chính để viết tiếng Balti là biến thể địa phương hoá của chữ Tạng được gọi là Yige ở Baltiyul Baltistan, nhưng nó thường được viết bằng chữ Ba Tư, đặc biệt là ở Pakistan.
Năm 1985, Abadi đã thêm bốn chữ cái mới vào bảng chữ Tạng và bảy chữ cái mới cho chữ Ba Tư để điều chỉnh cả hai bảng chữ cái để tương thích với tiếng Balti. Hai trong số bốn chữ cái được thêm vào hiện có trong bảng chữ cái Unicode tiếng Tạng.
Chữ Tạng đã thịnh hành ở Baltistan cho đến quý cuối của thế kỷ 14, khi người Balti chuyển sang đạo Hồi. Kể từ đó, chữ Ba Tư đã thay thế chữ Tạng, nhưng lúc đầu không có kí tự nào cho bảy âm vị Balti, mặc cho nó có khuyết điểm. Việc thêm bảy chữ cái mới giờ đây đã biến nó thành một hệ thống chữ viết hoàn chỉnh cho tiếng Balti.
Gần đây, một số học giả và nhà hoạt động xã hội Balti đã cố gắng thúc đẩy việc sử dụng bảng chữ cái Balti hoặc "Yige" với mục đích giúp bảo tồn văn hóa và bản sắc dân tộc Balti và Ladakh bản địa. Theo yêu cầu từ cộng đồng này, cuộc họp tại Tokyo tháng 9 năm 2006 của ISO/IEC 10646 WG2 đã đồng ý mã hóa hai ký tự được phát minh bởi Abadi (U + 0F6B TIBETAN LETTER KKA và TIBETAN U + 0F6C LETTER RRA) theo tiêu chuẩn ISO 10646 và Unicode để hỗ trợ hiển thị các từ mượn tiếng Urdu có trong tiếng Balti hiện đại bằng cách sử dụng bảng chữ cái Yige.

## Sự phát triển
Kể từ khi Pakistan giành quyền kiểm soát khu vực này vào năm 1948, các từ tiếng Urdu đã được đưa vào các phương ngữ và ngôn ngữ địa phương, bao gồm cả tiếng Balti. Trong thời hiện đại, tiếng Balti không có tên bản địa hoặc từ vựng cho hàng tá thứ mới được phát minh và giới thiệu; thay vào đó, các từ tiếng Urdu và tiếng Anh đang được sử dụng ở khu vực nói tiếng Balti.
Tiếng Balti đã giữ lại nhiều từ đặc trưng của các phương ngữ Tạng và nhiều ngôn ngữ khác.